# Tour de France de 1960
O Tour de France 1960 foi a 47º Volta a França, teve início no dia 26 de Junho e concluiu-se em 17 de Julho de 1960. A corrida foi composta por 21 etapas, no total mais de 4173 km, foram percorridos com uma média de 37,21 km/h.

## Resultados

### Classificação geral
| Pos | Nome                | País     | Equipa | Tempo        |
| --- | ------------------- | -------- | ------ | ------------ |
| 1   | Gastone Nencini     | Itália   |        | 112h 08' 42" |
| 2   | Graziano Battistini | Itália   |        | 5' 02"       |
| 3   | Jan Adriaensens     | Bélgica  |        | 10' 24"      |
| 4   | Hennes Junkermann   | Alemanha |        | 11' 21"      |
| 5   | Jozef Planckaert    | Bélgica  |        | 13' 02"      |
| 6   | Raymond Mastrotto   | França   |        | 16' 12"      |
| 7   | Arnaldo Pambianco   | Itália   |        | 17' 58"      |
| 8   | Henry Anglade       | França   |        | 19' 17"      |
| 9   | Marcel Rohrbach     | França   |        | 20' 02"      |
| 10  | Imerio Massignan    | Itália   |        | 23' 28"      |